# Old Road
Old Road – miejscowość w Antigui i Barbudzie, położona na południowo-zachodniej części wyspy Antigua, w okręgu Saint Mary. W pobliżu miejscowości, na północny zachód, położony jest szczyt Mount Obama. W 2013 liczba mieszkańców wynosiła 1162.